# ساندرا مگنوس
ساندرا هال مگنوس (به انگلیسی: Sandra Hall Magnus) فضانورد و مهندس آمریکاییست.
خانم مگنوس متولد ۱۹۶۴ ایالت ایلینوی بوده و دکترای خود را در رشته مهندسی مواد از مؤسسه فناوری جرجیا دریافت نموده‌است.
وی در مأموریت اس‌تی‌اس-۱۱۲، اس‌تی‌اس-۱۲۶ و اس‌تی‌اس-۱۳۵ شرکت کرده‌است.